# 이상 (작가)
이상(李箱, 1910년 9월 23일 ~ 1937년 4월 17일)은 일제강점기의 시인, 작가, 소설가, 수필가, 건축가로 일제 강점기 한국의 대표적인 근대 작가이자 아방가르드 문학가이다. 본명이 김해경(金海卿)이며 본관이 강릉 김씨(江陵 金氏)이다.

## 생애

### 어린 시절
경성부 북부 순화방 반정동 4통 6호에서 부친 김연창(金演昌)과 모친 박세창(朴世昌)의 2남 1녀 중 장남으로 태어났다. 본명은 김해경(金海卿), 본관은 강릉이다. 제적부에 기재된 본적은 경성부 통동(이후 통인동으로 개칭) 154번지다. 형제로 누이동생 김옥희와 남동생 김운경이 있다. 김연창은 일본 강점 전 구한말 당시 궁내부 활판소에서 일하다 손가락이 절단된 뒤 일을 그만두고 집 근처에 이발관을 개업, 가계를 꾸렸다. 1913년, 백부 김연필은 본처 사이에 소생이 없던 차에 조카인 이상을 데려다 친자식처럼 키우고 학업을 도왔다. 하지만 백부는 북지에서 새로 여자를 데려왔고, 때문에 백모는 집을 나가게 된다. 백부가 데려온 새로운 아내 김영숙 에게는 김연필과 결혼하기 전의 남편과의 사이에서 태어난 아들인 문경이 있었고, 김영숙은 이상을 문경과 차별하며 홀대하였으며, 백부 또한 백모의 이러한 차별에 별다른 태도를 취하지 않았고, 오히려 어린 조카 김해경을 입양했는데도 불구하고 아들이 아닌 영특한 머리로 가문을 일으킬 인재로만 생각하여 항상 엄격한 모습으로만 대했다고 한다. 1917년 여덟 살 되던 해 누상동의 신명학교에 입학했다. 재학 중, 화가 구본웅과 동기생이 되어 오랜 친구로 이어졌다. 1921년 신명학교를 졸업한 뒤 동광학교에 입학했다. 1922년 동광학교가 보통학교와 합병되자 보성고보에 편입했다. 1924년 조선불교중앙교무원 재단법인으로 보성고보의 설립자가 되었다. 보성고보에 재학 중에 미술에 관심을 가지고 화가 지망생이 되었으며 학업 성적 상급 수준에 닿았다. 1925년 교내 미술전람회에서 유화 〈풍경〉이 입선했다. 1926년 3월 보성고보 제4회 졸업생이 되었다. 같은 해 경성 동숭동의 관립 경성고등공업학교 건축부에 입학했다. 1929년 동 학교 건축과를 수석 졸업했다. 보성고보 졸업식에 참여한 친부모에게 인사조차 하지 않았다고 하는데, 이는 그를 문경과 차별하는 백부모에게 화가 나 있었지만, 그를 그러한 환경에 내버려둔 그의 친부모에게도 화가 나 있었기 때문이라 여겨진다. 졸업기념 사진첩에 본명 대신 이상(李箱)이라는 별명을 썼는데, 구본웅에게 선물로 받은 화구상자(畵具箱子)에서 연유했다는 증언이 있다. 이때 받은 화구상자가 오얏나무로 만들어진 상자였기 때문에 이상(李箱)은 '오얏나무 상자'라는 뜻으로 풀이된다.

### 취직과 등단
1929년 경성고등공업학교 건축부를 수석으로 졸업하자 학교의 추천으로 조선총독부 내무국 건축과 기수로 발령을 받고 이해 11월 조선총독부 관방회계과 영선계로 자리를 옮겼다. 조선에 진출한 일본인 건축기술자를 축으로 1922년 3월 결성된 조선건축회에 정회원으로 가입, 이 학회의 일본어 학회지 《조선과 건축》(朝鮮と建築)의 표지 도안 현상 모집에 1등과 3등으로 당선 되었다. 1930년 조선총독부가 일본의 식민지 정책을 일반에게 홍보하기 위해 펴내던 잡지 《조선》 국문판에 2월호부터 12월호까지 9회에 걸쳐 데뷔작이자 유일한 장편소설 《12월 12일》을 필명 이상(李箱) 아래 연재하였다. 1931년 6월, 제10회 조선미술전람회에서 서양화 <자상〉이 입선하였다. 같은 해 《조선과 건축》에 일본어로 쓴 시 〈이상한가역반응〉 등 20여편을 세 차례에 걸쳐 발표했다. 1932년 《조선과 건축》에 〈건축무한육면각체〉 제하에 일본어 시 〈AU MAGASIN DE NOUVEAUTES〉, 〈출판법〉 등을 발표했다. 《조선》에 단편소설 〈지도의 암실〉을 비구(比久) 필명으로 발표하고 단편소설 〈휴업과 사정〉을 보산(甫山) 필명으로 잇달아 발표했다. 동년 《조선과 건축》 표지 도안 현상 공모에서 가작 4석으로 입상했다.

### 병고
1931년 폐결핵 감염 사실을 진단받았고 병의 증세는 점차 악화되었다. 1933년 새로 부임한 일본인 상사와의 마찰로 스트레스를 받았고, 이로 인해 심한 각혈 증세까지 보이는 등 악화된 폐결핵으로 직무를 수행키 어렵게 되자 기수직에서 물러나 봄에 황해도 배천 온천에서 요양하였다. 이곳에서 알게 된 기생 금홍을 서울로 불러 들여 종로 1가에 다방 제비를 개업하며 동거하였다. 같은 해 문학단체 구인회의 핵심 동인인 이태준, 정지용, 김기림, 박태원 등과 교류를 트고 정지용의 주선으로 잡지 《가톨닉청년》에 〈꽃나무〉, 〈이런 시〉 등을 국문으로 발표했다. 이듬해 이태준의 도움으로 시 〈오감도〉를 《조선중앙일보》에 연재하지만, 표현이 난해하다는 독자들의 항의와 비난에 시달리다 15편을 끝으로 연재를 중단하였다. 같은 해 동 잡지에서 연재된 박태원(朴泰遠)의 소설 작품인 〈소설가 구보씨의 일일〉에서 아호 하융(河戎) 아래 삽화를 그렸다. 1935년 다방 제비를 경영난으로 폐업하고 금홍과 결별하였다. 인사동의 카페 쓰루(鶴)와 다방 69를 개업 양도하고 명동에서 다방 무기[參]를 경영하다 문을 닫은 후 성천, 인천 등지를 표표하였다.

### 이상의 연인들

#### 금홍
1933년 폐결핵 치료 차 들른 배천 온천에서 금홍과 처음 만났다. 금홍과 사랑하는 관계로 발전한 이상은 종로1가에 제비다방을 차리고 금홍을 마담 자리에 앉힌 후 동거를 시작했다. 1935년까지 이어진 동거생활 동안 이상의 생활은 결코 순탄치 못했다. 제비다방이 경영난에 빠지자 무료해진 금홍은 외박을 하는 일이 빈번해졌다. 1936년 발표된 이상의 소설 <날개>에는 무기력한 남편과 매춘을 하는 아내가 등장하는데, 극중 아내의 이름으로 쓰인 '연심'은 금홍의 본명이다. 이 같은 금홍의 일탈에 이상은 "예전 생활에 대한 향수"가 났냐며 그녀를 몰아세웠고 이에 금홍은 가출을 하거나 이상을 심하게 때리기까지 하였다. 1936년 12월 발표된 소설 <봉별기>에서 “하루 나는 제목 없이 금홍이에게 몹시 얻어맞았다. 나는 아파서 울고 나가서 사흘을 들어오지 못했다. 너무나도 금홍이가 무서웠다. 나흘 만에 와 보니까 금홍이는 때 묻은 버선을 윗목에다 벗어 놓고 나가 버린 뒤였다.” 라는 내용을 확인할 수 있다. 1935년 여름 금홍은 몇 번의 가출 끝에 결국 이상의 집을 완전히 나가버리고 그해 9월 제비다방은 폐업하였다.

#### 권순옥
제비다방이 경영난에 시달리던 무렵, 이상은 부모의 집을 저당 잡혀 인사동 카페 ‘쓰루’를 인수하고 카페 ‘엔젤’에서 근무하던 권순옥을 여급으로 데려왔다. 이상이 권순옥과 처음 만난 것은 4년 전이다. 권순옥은 금홍과는 다르게 고리키 전집을 전부 독파한 지적인 여성이었다. 권순옥은 이상의 창백한 얼굴과 고수머리, 즉흥적이고 무계획한 생활태도와 천재적인 작품세계가 D.H.로렌스와 흡사하다고 보고 그에게 ‘D.H.로렌스의 모조품’이란 별명을 붙여주었다. 이상은 이 별명을 몹시 마음에 들어 정인택을 비롯한 그의 친구들에게 자랑하곤 했다. 이상은 권순옥에게 빠지게 되었지만 이어지지 못했는데, 그 이야기는 1936년 6월 발표된 소설 <환시기>에서 확인할 수 있다. 환시기에서 ‘나’는 이상 자신을, 순영은 권순옥, 송군은 소설가 정인택을 나타내고, 다음과 같은 구절을 확인할 수 있다. “나와 순영이 송군 방 미닫이를 열었을 때 자살하고 싶은 송군의 고민은 사실화하여 우리들 눈앞에 놓여져 있었다. 아로날 서른여섯 개의 공동(空洞) 곁에 이상(李箱)의 주소와 순영의 주소가 적힌 종잇조각이 한 자루 칼보다도 더 냉담한 촉각을 내쏘면서 무엇을 재촉하는 듯이 놓여 있었다. (…) 나는 코고는 ‘사체’를 업어내려 자동차에 실었다. 그리고 단숨에 의전병원으로 달렸다.” 이상은 권순옥을 사랑하였지만, 이상의 친구였던 정인택 또한 그녀를 짝사랑하면서 이들은 삼각관계에 빠지게 되었다.  이에 권순옥의 마음을 얻고 싶었던 정인택은 앞의 책 내용처럼 자살 기도까지 하였다. 이 사건을 계기로 권순옥과 정인택이 결혼에 이르게 되었으며, 이들의 결혼 사회를 이상이 보았다는 것도 당시 화제가 되었다.

#### 변동림
경성여자고등보통학교를 거쳐 이화여자전문학교 영문과를 졸업한 문학소녀였던 변동림은 화가 구본웅의 이모다. 구본웅은 친모가 산후 후유증으로 세상을 떠난 후 계모 변동숙의 손에 자랐는데 변동숙은 구본웅을 지극정성으로 키웠다. 그런데 변동숙의 아버지가 훗날 새장가를 들어 자신과 스물여섯 살이나 차이가 나는 이복여동생을 낳았는데, 그녀가 바로 변동림이다. 변동림은 연상의 조카 구본웅의 친구 이상과 커피를 마시고 데이트를 하면서 문학을 논하다가 사랑에 빠졌고, 살날이 얼마 남지 않은 그와 결혼하겠다고 결심했다. 이상이 폐병을 앓고 있음을 아는 변동숙은 이를 반대했지만, 변동림은 1936년 6월 이상과 결혼을 강행했다. (그러나 두 사람은 혼인신고를 하지 않았고, 그래서 이상의 호적에는 변동림의 이름이 존재하지 않는다.) 이제 막 결혼한 신혼부부였지만, 이상의 폐결핵은 점점 심해졌고 이에 구본웅은 천재이자 연하의 이모부인 그가 그렇게 허망하게 삶을 마감하도록 놔둘 수 없다며, 일본으로 가서 요양하라고 돈을 건넸다. 하지만 두 사람이 함께 생활할 수 있는 액수는 아니었기에 결혼 4개월 만인 1936년 9월 이상은 혼자 일본으로 떠났다. 1937년 2월 일본에서 요양하던 이상은 공원을 산책하다 불령선인이라는 죄목으로 일본 경찰에 체포되었다. 이상은 니시칸다 경찰서에 34일간 구금되었는데, 이때 건강이 다시 돌이키기 힘들 정도로 악화되었다. 얼마 후 변동림은 도쿄에 거주하는 이상의 친구에게 도쿄 제국대학 부속병원에 입원한 이상이 매우 위독하기에 빨리 일본으로 오라는 전보를 받았다. 1937년 4월 17일 이상은 변동림이 병원에 도착하고 며칠 후 “멜론이 먹고 싶소”라는 말을 남기고 눈을 감았다. 변동림은 수필 〈월하의 마음〉에서 이상의 마지막에 대해 다음과 같이 회상했다. “나는 철없이 천필옥에 멜론을 사러 나갔다. 안 나갔으면 상은 몇 마디 더 낱말을 중얼거렸을지도 모르는데. 멜론을 들고 와 깎아서 대접했지만 상은 받아 넘기지 못했다. 향취가 좋다고 미소짓는 듯 표정이 한 번 더 움직였을 뿐 눈은 감겨진 채로. 나는 다시 손을 잡고 가끔 눈을 크게 뜨는 것을 지켜보고 오랫동안 앉아 있었다.” 훗날 변동림은 이상의 죽음에 대해 “그는 가장 천재적인 황홀한 일생을 마쳤다. 그가 살다가는 27년은 천재가 완성되어 소멸되는 충분한 시간이다”라고 회상했다.
김향안

### 도일과 사망
1936년 구본웅의 알선으로 창문사에 근무하면서 구인회 동인지 《시와 소설》 창간호를 편집 발간했다. 단편소설 〈지주회시〉, 〈날개〉를 발표하면서 평단의 관심을 받았다. 이해 연작시 〈역단〉을 발표하고 〈위독〉을 《조선일보》에 연재하며 가장 생산적인 한 해를 보냈다. 6월 변동림과 결혼, 경성 황금정에서 신혼살림을 차렸다. 10월 하순 새로운 문학 세계를 좇아 도일했다. 동경에서 삼사문학의 동인 신백수, 이시우, 정현웅, 조풍연 등을 자주 만나 문학을 토론했다. 이듬해 단편소설 〈동해〉, 〈종생기〉를 발표했다. 1937년 2월 사상 혐의로 동경 니시간다 경찰서에서 피검된 후 한 달 정도 조사를 받다 폐결핵 악화로 보석으로 출감한 뒤 동경제국대학 부속병원에 입원했다. 4월 17일 동경제대 부속병원에서 28세를 일기로 사망했다. 위독하다는 급보를 듣고 일본으로 건너온 부인 변동림이 유해를 화장하고 미아리 공동묘지에 안장하였다. 말년의 이상은 술과 여자를 즐겼다고 한다. 동료 문인이자 친구인 박태원은 이상에 대해서 "그는 그렇게 계집을 사랑하고 술을 사랑하고 벗을 사랑하고 또 문학을 사랑하였으면서도 그것의 절반도 제 몸을 사랑하지는 않았다."면서 "이상의 이번 죽음은 이름을 병사에 빌었을 뿐이지 그 본질에 있어서는 역시 일종의 자살이 아니었든가 - 그러한 의혹이 농후하여진다."고 하기도 했다.

### 사후
그를 기려 출판사 문학사상사에서 이상문학상을 1977년 제정해 매년 시상하고 있다. 2008년에는 현대불교신문사와 계간 ‘시와 세계’가 이상시문학상을 제정해 역시 매년 수상자를 내고 있다. 2010년에는 탄생 100주년을 맞아 생전에 발표한 작품과 사후 발굴된 작품을 포함해 그의 문학적 세계를 재발견하려는 움직임이 활발하다.

## 평가
이상은 작품 내에서 문법을 무시하거나 수학 기호를 포함하는 등 기존의 문학적 체계를 무시한 새롭고 실험적인 시도를 하였다. 이는 한국어 문학에서 이전에 시도된 적이 거의 없던 것이며, 이로 인해 그의 작품들은 발표 직후부터 현대까지 문학계에 큰 충격을 주었다고 평가된다. 또한 그의 작품은 줄거리의 전개방식이 명확한 경우가 많지 않고 소설의 전개는 극단적으로 주인공의 내면에만 치중되어 있는 자폐적 특징을 가지고 있다. 주인공 역시 사회로부터 소외되어 자신의 흥미나 형이상학적 의미에만 집착하는 성향을 드러내는 경우가 많은데, 이는 작가 이상 스스로에 대한 묘사라고도 분석된다.
문법파괴와 의식의 흐름 기법을 사용한 특유의 서술방식은 주인공의 비문법적인, 즉 무의식적인 내면을 잘 드러내며, 기존 문학에 대한 반감 또는 무시를 의미하는 동시에, 서술의 대상을 없애고 언어 자체에만 비중을 둔다.
일부 주장에 따르면, 이상은 언어유희를 이용하여 조선총독부에서 직접 발간하는 종합전문 월간지에 큰 글씨로 12, 12라는 제목의 소설을 연재하는 방식으로 일제에 대한 저항을 표현했다. 조선총독부의 일본인 관리들은 12, 12를 단순히 숫자로만 이해했고 한글 발음으로 했을 때 욕설이 된다는 점을 눈치채지 못했다는 점을 이용하여 이상이 그들을 골탕먹였다는 것이다. 그러나, 이는 이상이 일제에 대한 큰 반감이나 독립운동에 대한 관심을 나타낸 적은 없었다는 점에서 부정되기도 한다.

## 작품 목록

### 소설
- 《날개》
- 《종생기》
- 《단발(斷髮)》
- 《실화(失花)》
- 《환시기(幻視記)》
- 《동해(童骸)》
- 《봉별기(逢別記)》
- 《지주회시(蜘蛛會豖)》
- 《지도의 암실》
- 《황소와 도깨비》
- 《지팽이 역사》
- 《사신1-9》
- 《12월 12일》

### 수필
- 《권태》
- 《산촌여정》
- 《첫번째 방랑》

### 시
- <거울>
- 〈異常ナ可逆反応 (이상한 가역반응)＞(《朝鮮と建築 (조선과 건축)》1931년 7월호)
- 〈破片ノ景色：△ハ俺ノAMOUREUSEデアル (파편의 경치: △은 나의 AMOUEUSE이다)＞(《朝鮮と建築 (조선과 건축)》1931년 7월호)
- 〈▽ノ遊戯ー：△ハ俺ノAMOUREUSEデアル (▽의 유희: △은 나의 AMOUREUSE이다)〉(《朝鮮と建築 (조선과 건축)》1931년 7월호)
- 〈ひげー:（鬚·鬚·ソノ外ひげデアリ得ルモノラ·皆ノコト）(수염-: (鬚·鬚·그 밖에 수염일 수 있는 것들·모두를 이름))〉(《朝鮮と建築 (조선과 건축)》1931년 7월호)
- 〈BOITEUX·BOITEUSE〉(《朝鮮と建築 (조선과 건축)》1931년 7월호)
- 〈空腹ー (공복-)〉(《朝鮮と建築 (조선과 건축)》1931년 7월호)
- 〈건축무한육면각체〉
- <삼차각설계도>
- 〈꽃나무〉(《가톨닉靑年》 1933년 7월호)
- 〈이런 詩〉(《가톨닉靑年》 1933년 7월호)
- 〈一九三三, 六, 一〉(《가톨닉靑年》 1933년 7월호)
- 〈거울〉(《가톨닉靑年》 1933년 10월호)
- 〈普通紀念〉(《月刊每申》 1934년 7월호)
- 《오감도(烏瞰圖)》
  - 〈詩第一號〉(《朝鮮中央日報》1934년 7월 24일)
  - 〈詩第二號〉(《朝鮮中央日報》1934년 7월 25일)
  - 〈詩第三號〉(《朝鮮中央日報》1934년 7월 25일)
  - 〈詩第四號〉(《朝鮮中央日報》1934년 7월 28일)
  - 〈詩第五號〉(《朝鮮中央日報》1934년 7월 28일)
  - 〈詩第六號〉(《朝鮮中央日報》1934년 7월 31일)
  - 〈詩第七號〉(《朝鮮中央日報》1934년 8월 2일)
  - 〈詩第八號 解剖〉(《朝鮮中央日報》1934년 8월 3일)
  - 〈詩第九號 銃口〉(《朝鮮中央日報》1934년 8월 3일)
  - 〈詩第十號 나비〉(《朝鮮中央日報》1934년 8월 3일)
  - 〈詩第十一號〉(《朝鮮中央日報》1934년 8월 4일)
  - 〈詩第十二號〉(《朝鮮中央日報》1934년 8월 4일)
  - 〈詩第十三號〉(《朝鮮中央日報》1934년 8월 7일)
  - 〈詩第十四號〉(《朝鮮中央日報》1934년 8월 7일)
  - 〈詩第十五號〉(《朝鮮中央日報》1934년 8월 8일)
- 〈실화〉

### 동화
- <황소와 도깨비> (1937년 3월 8일)

## 이상을 다룬 작품
- 《금홍아 금홍아》 (영화, 1995년), 배우: 김갑수
- 《이상의 날개》 (영화, 1968년), 배우: 신성일
- 《이상 그 이상》 (MBC, 2013년), 배우: 조승우
- 《58년 개띠 총각 감독》 (영화, 2014년), 배우: 조찬형
- 《스모크》 《라흐헤스트》《팬레터》(뮤지컬)

## 같이 보기
- 변동림
- 김유정
- 김환기
- 구본웅
- 이어령

## 참고 문헌
- 이상, 《이상소설전작집1》, 문학사상자료연구실편, 이어령, 1977.
- 이상, 《정본 이상문학전집 1_시》, 김주현 주해, 소명출판, 2005.
- 이보영, 이상 평전 암호적 예술의 숲을 찾아서, (전북대학교출판문화원, 2016)